# Drusenfluh
Die Drusenfluh ist ein Bergmassiv zwischen dem österreichischen Montafon und dem Prättigau in der Schweiz. Mit 2827 Metern gehört die Drusenfluh zu den zehn höchsten Gipfeln im Rätikon. Über ihren in Nordwest-Südost-Richtung verlaufenden Gipfelgrat führt die österreichisch-schweizerische Grenze.

## Name
Die Drusenfluh erhielt ihren Namen von der südseitig gelegenen Schierser Geländekammer und Alp «Drusa». Als Druse bzw. Drusen werden im Volksmund in der Region Alpenerlen (auch: Drossel, Laublatsche, Bergerle oder Birkenerle) aus der Gattung der Erlen bezeichnet. Es handelt sich dabei in dieser Höhenlage oftmals um ein, durch den Schneedruck am Hang kriechendes Gewächs. Nach Adelung soll drusen von fallen abstammen. Laut Schorta könnte der Name Drusa alternativ auf den dialektalen Begriff «Trusse» (Heufuder) zurückgehen, das sekundär auch ein Flächenmass bezeichnete.

## Geschichte
Die schroffe Drusenfluh galt als unbesteigbar, bis der Schrunser Bergführer Christian Zudrell als Erstbesteiger seine „Visitenkarte“ in den Gipfelfels meißelte. Seine Route führte ihn am 14. August 1870 durch das Öfatal und die Imhofmulde auf den Westgrat und über das ausgesetzte, an der Abbruchkante der mehrere hundert Meter hohen Südwand führende Zudrellband auf den Gipfel.
Karl Blodig und Eugen Sohm gelang 1888 die zweite Besteigung. Sie stiegen durch das später „Blodigrinne“ genannte Couloir von Nordosten auf den Gipfel. Auf dem Gipfel fanden sie den Stein mit den Initialen von Christian Zudrell, C Z 70. Zuvor wurde diese Erstbesteigung in Bergsteigerkreisen noch stark angezweifelt. Am Tag seiner Rückkehr nach Bregenz sandte Blodig eine Karte an Zudrell, lediglich mit der Inschrift „C Z 70“. Der Montafoner Bergführer antwortete darauf ebenso kurz und bündig mit „Gratuliere zur Drusenfluh“. Die beiden lernten sich später kennen.
Dieser Gipfelstein wurde dann im Jahre 1995 von einem Bergführer ins Tal gebracht, da ihm Wetter und Blitze bereits stark zugesetzt hatten.
Heute ist dieser Stein bei der Lindauer Hütte zu sehen.

## Besteigung
Der Normalaufstieg führt heute über die Schweizermulde und den Imhofsattel, hinter welchem man auf die Route Zudrells trifft, und das Zudrellband auf den Gipfel (Gehzeit ab der Lindauer Hütte ca. 5 Std., ab dem Einstieg westlich des Öfapasses 3,5 Std.)
Eine anspruchsvolle bis gemütliche Möglichkeit einer Wanderung, ist der Fernwanderweg „Prättigauer Höhenweg“, auf der Südseite der ganzen Rätikon-Kette entlang.
Die Blodigrinne ist heute teilweise mit Klettersteigen bestückt. Bei sehr günstigen Bedingungen kann die stellenweise extrem steile Rinne auch mit Ski begangen werden.

## Bilder

Drusenfluh, historisches Luftbild von Werner Friedli (1957)
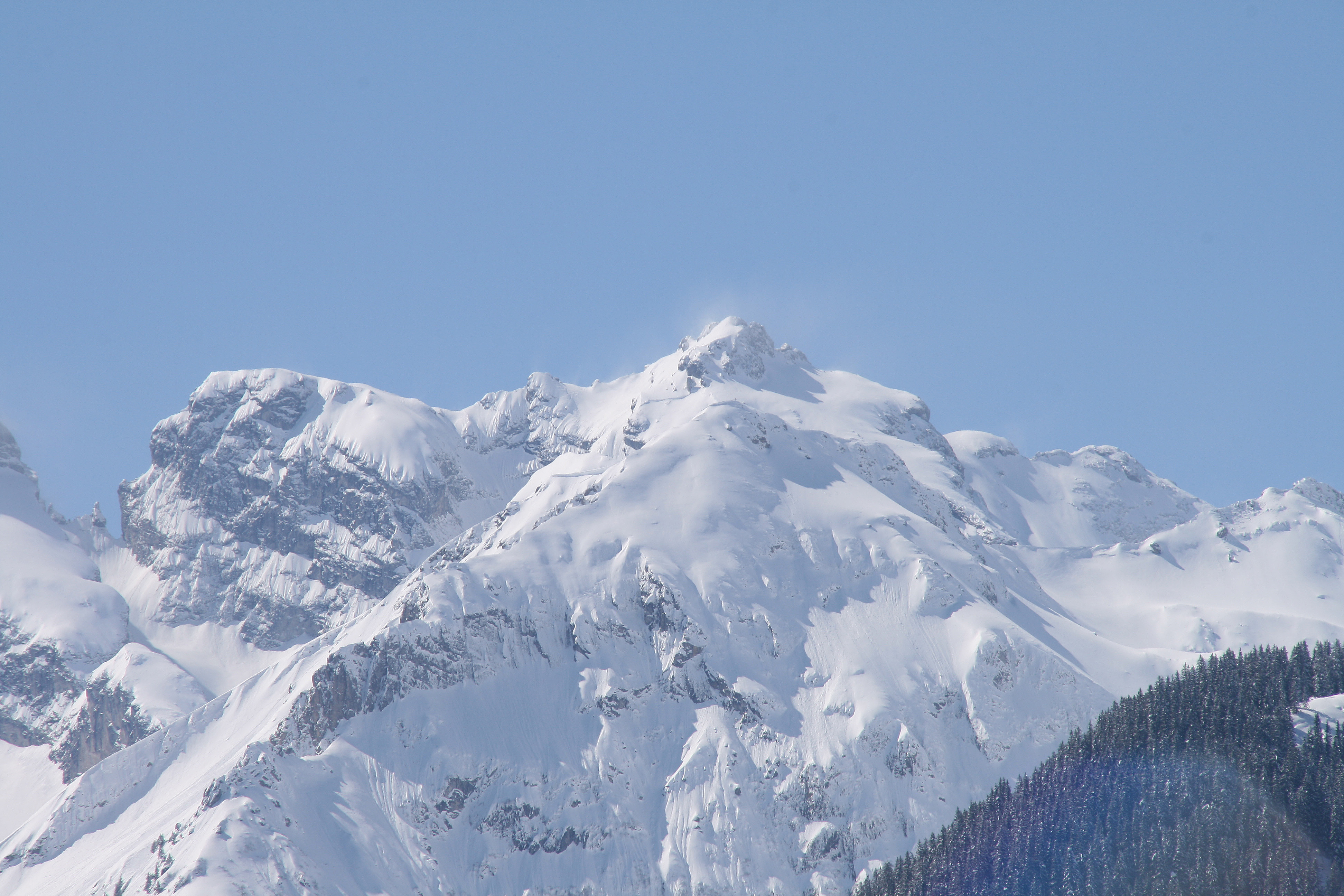
Von Norden gesehen direkt vor der Drusenfluh die Pyramide der Geißspitze (2334 m)
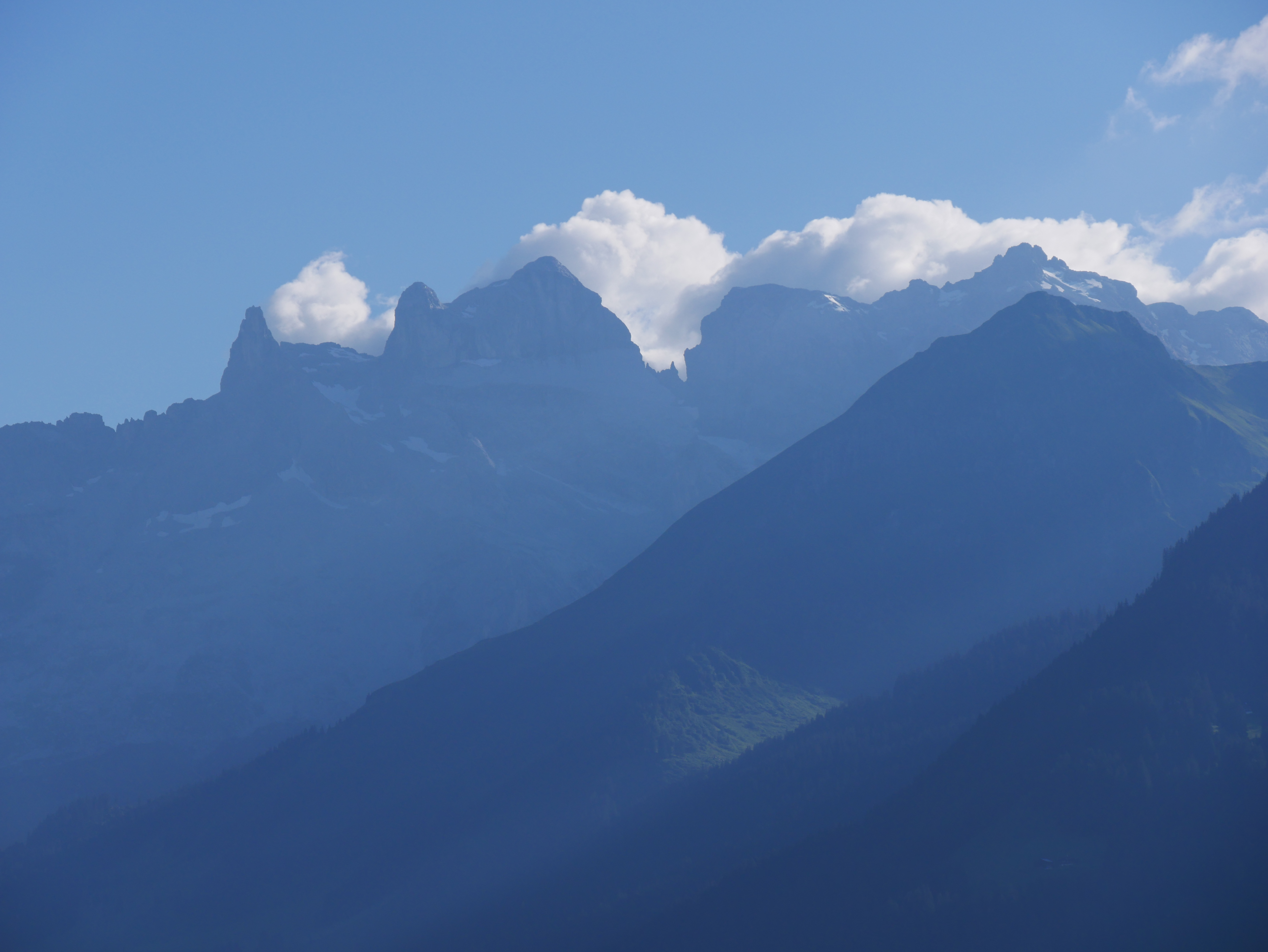
Drei Türme (links) und Drusenfluh (rechts) von Bartholomäberg aus gesehen. Dazwischen das Eisjöchle mit dem markanten „Sauzahn“
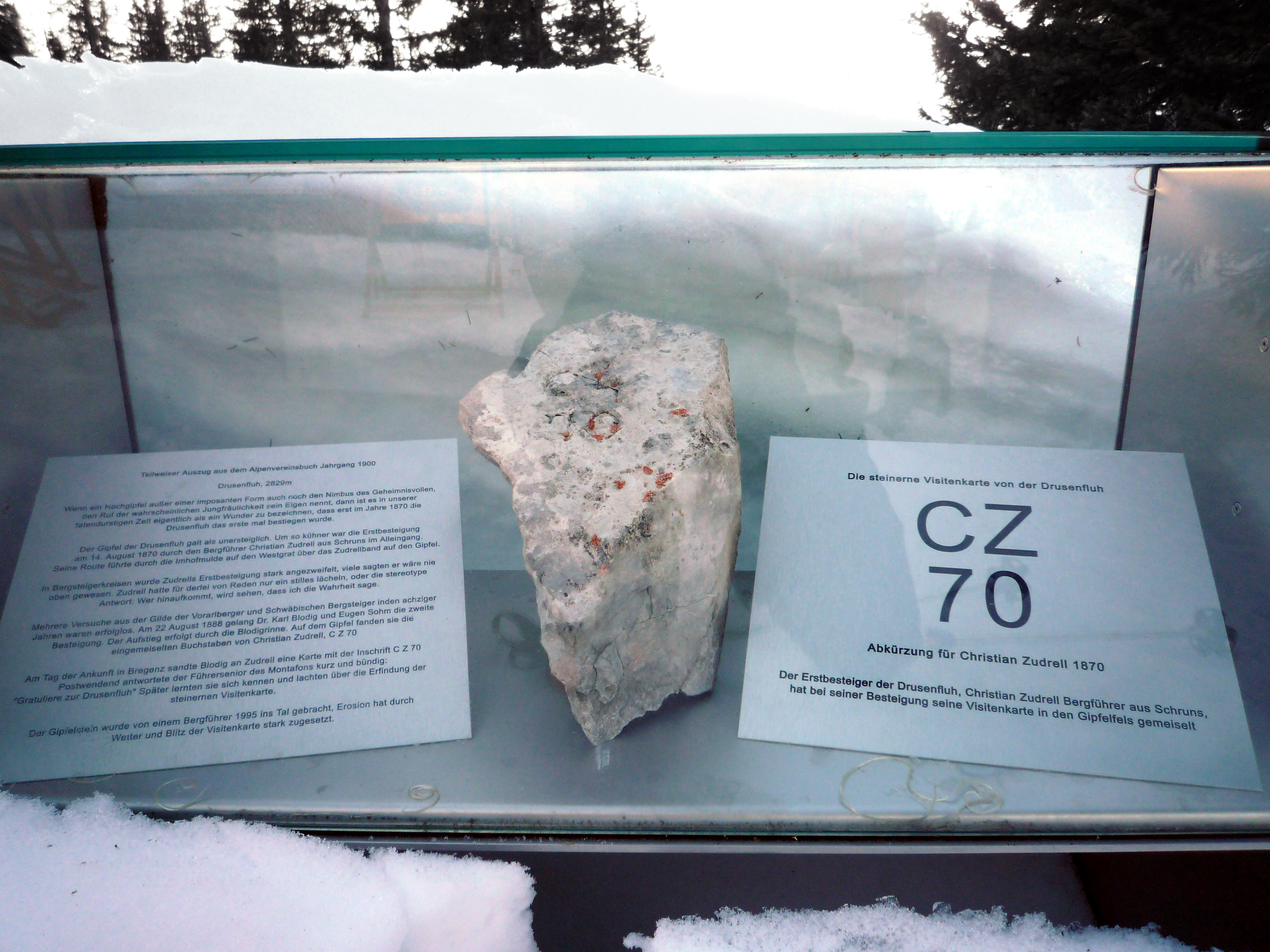
Christian Zudrells steinerner Beweis der Erstbesteigung hinter der Lindauer Hütte.
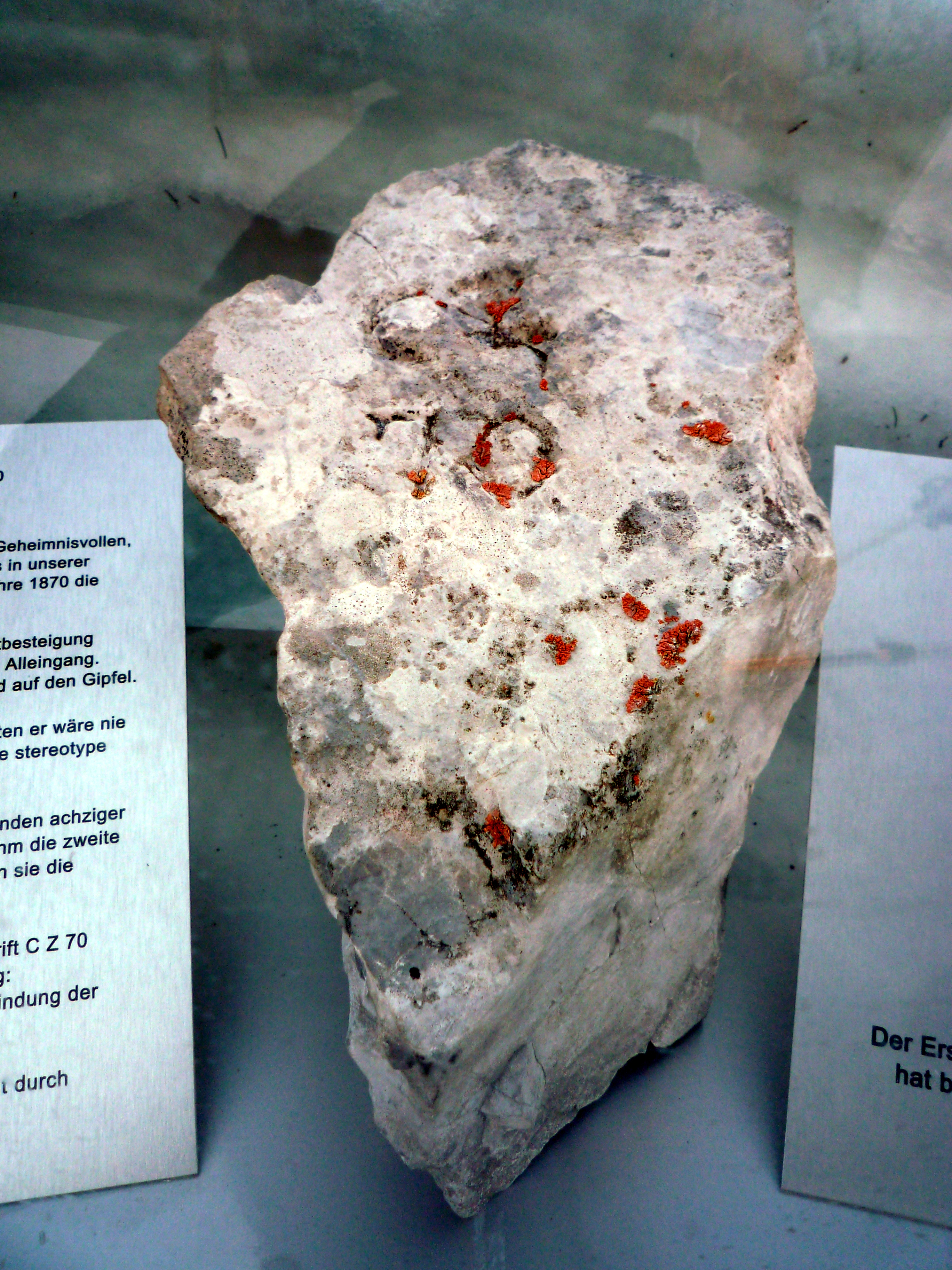
Detailaufnahme des Gipfelsteines mit der Inschrift „CZ 70“.
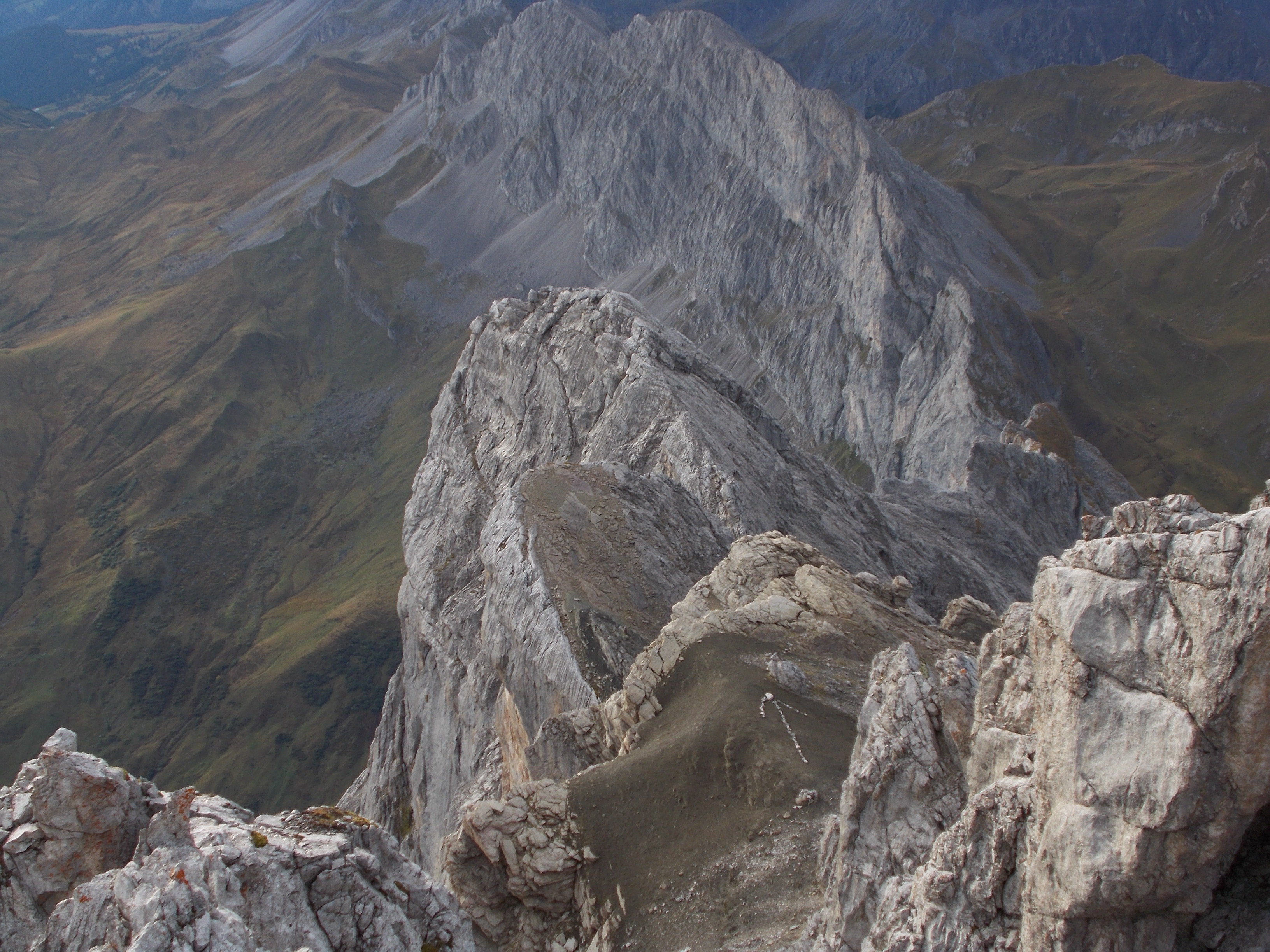
Blick vom Gipfel auf den Westgrat. Der Pfeil weist den Weg zum Abstieg auf das Zudrellband. Im Hintergrund die Südwände der Kirchlispitzen.
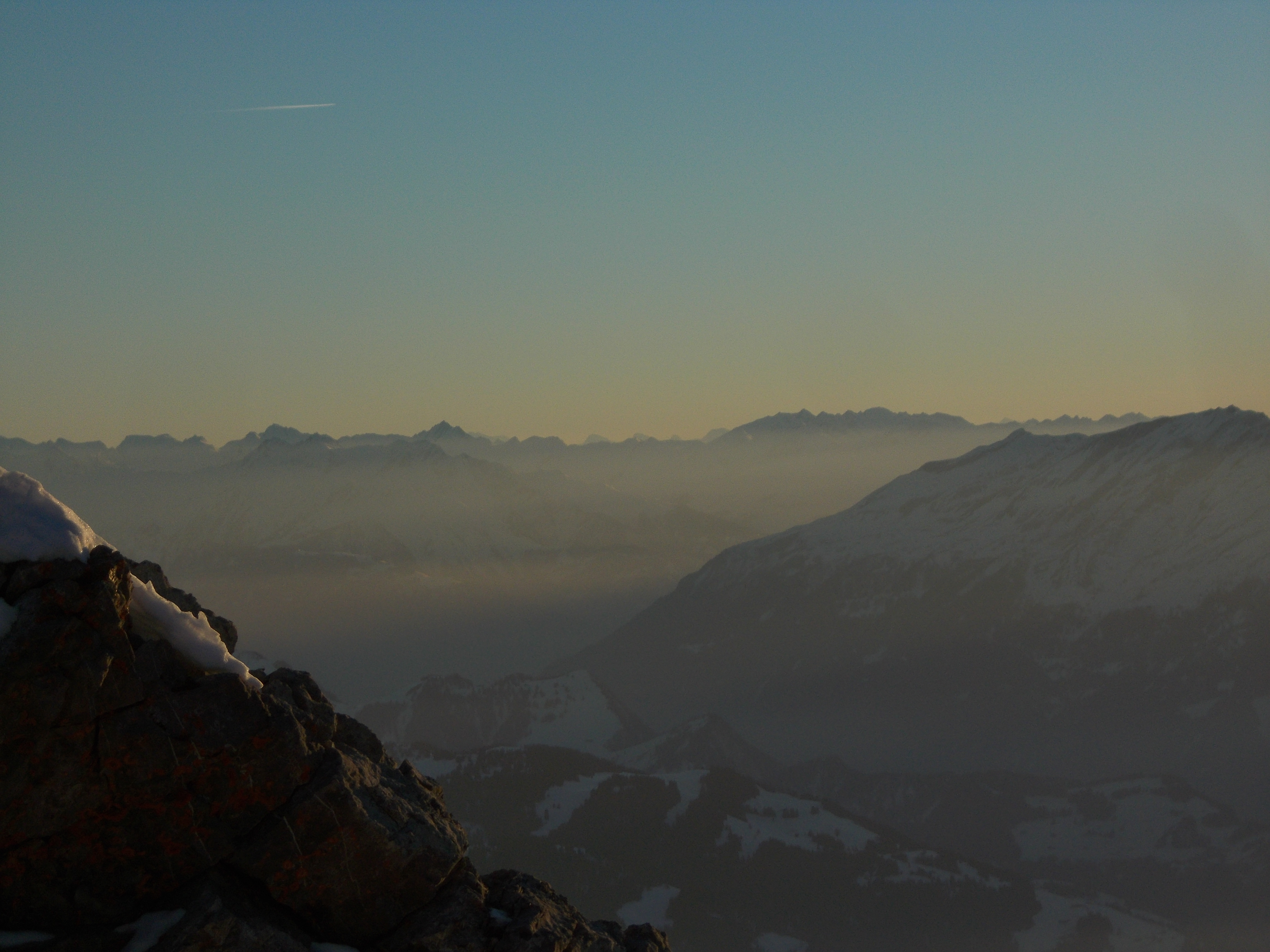
Fernsicht von der Drusenfluh bis zu (von links nach rechts): Monte Rosa, Strahlhorn, Rimpfischhorn, Allalinhorn und Weissmies. Vorn rechts der Calanda, über diesem spitzt das Weisshorn hervor.
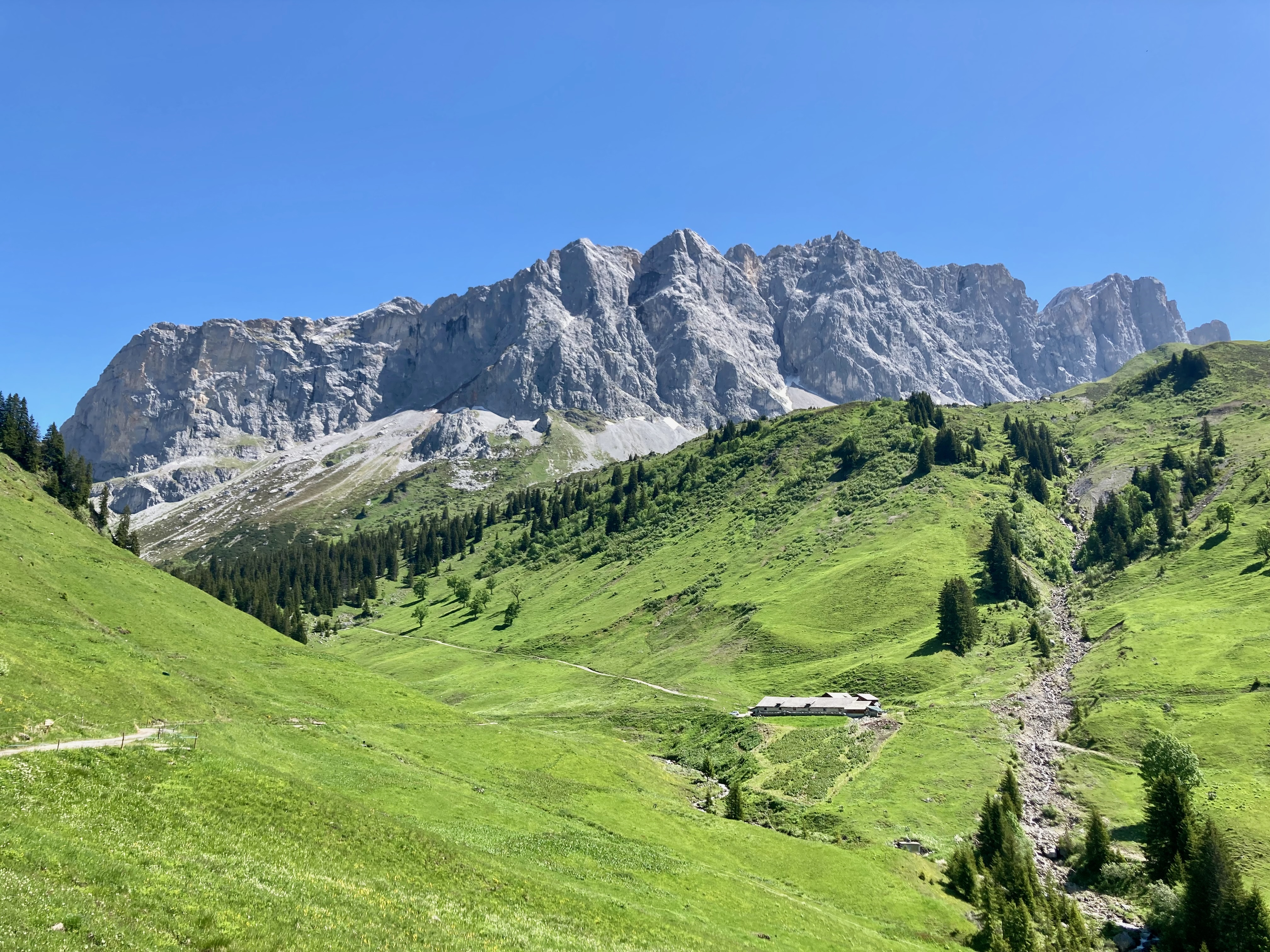
Drusenfluh, Drei Türme („Dri Türm“, über der Erosionsrinne) und Sulzfluh (ganz rechts) von Süden (Grüscher Älpli) gesehen.
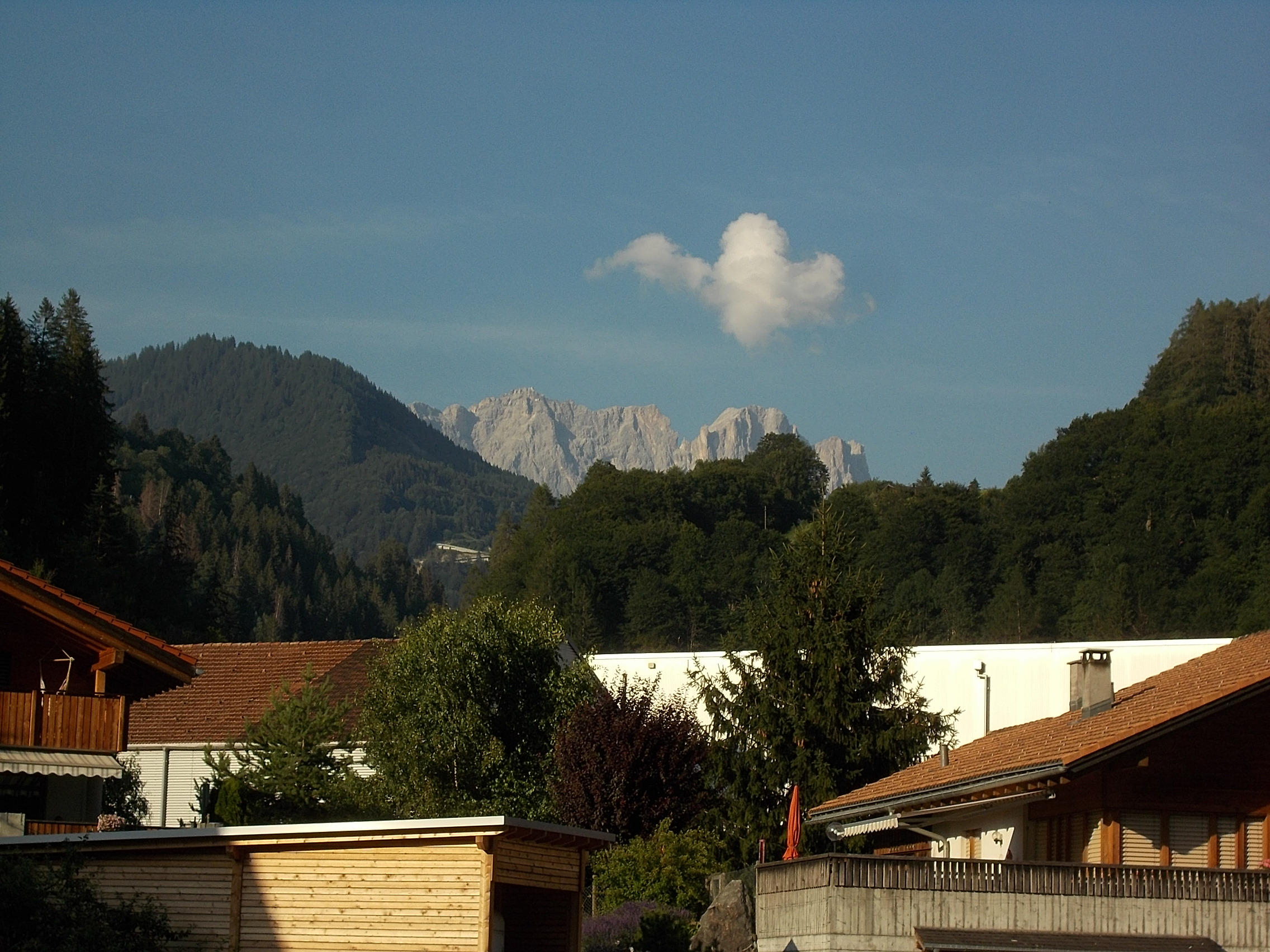
Drusenfluh „von hinten“, von der Schweizer Seite